# Hycleus nigrohirtus
Hycleus nigrohirtus là một loài bọ cánh cứng trong họ Meloidae. Loài này được Kaaszab miêu tả khoa học năm 1983.